# Franco Minissi
Franco Minissi (Viterbo, 12 marzo 1919 – Bracciano, 25 agosto 1996) è stato un architetto italiano.
È considerato il padre della museografia archeologica italiana.

## Biografia
È stato professore ordinario di Allestimento e Museografia nella Facoltà di Architettura dell'Università "La Sapienza"; professore di Vitalizzazione e adattamento di antichi edifici - criteri di museologia nella Scuola di Specializzazione per lo studio e il restauro dei monumenti nell'Università degli Studi di Roma "La Sapienza"; esperto dell'UNESCO per la Museografia e il restauro; membro del Consiglio Scientifico del "Centro Studi per la Museologia, l'espressione e la comunicazione visiva" dell'"Università Internazionale dell'Arte" di Firenze; membro del Consiglio Direttivo dell'"Associazione Nazionale dei Musei Italiani" e membro del Comitato di redazione della rivista Musei e Gallerie d'Italia; membro del Consiglio direttivo dell'ICOMOS. Nel 1964 viene insignito del premio nazionale IN/ARCH per la conservazione e la valorizzazione del patrimonio architettonico nazionale, e nel 1969 del premio regionale IN/ARCH 1969 per la realizzazione delle sistemazioni museografiche in Sicilia.

## Progetti principali

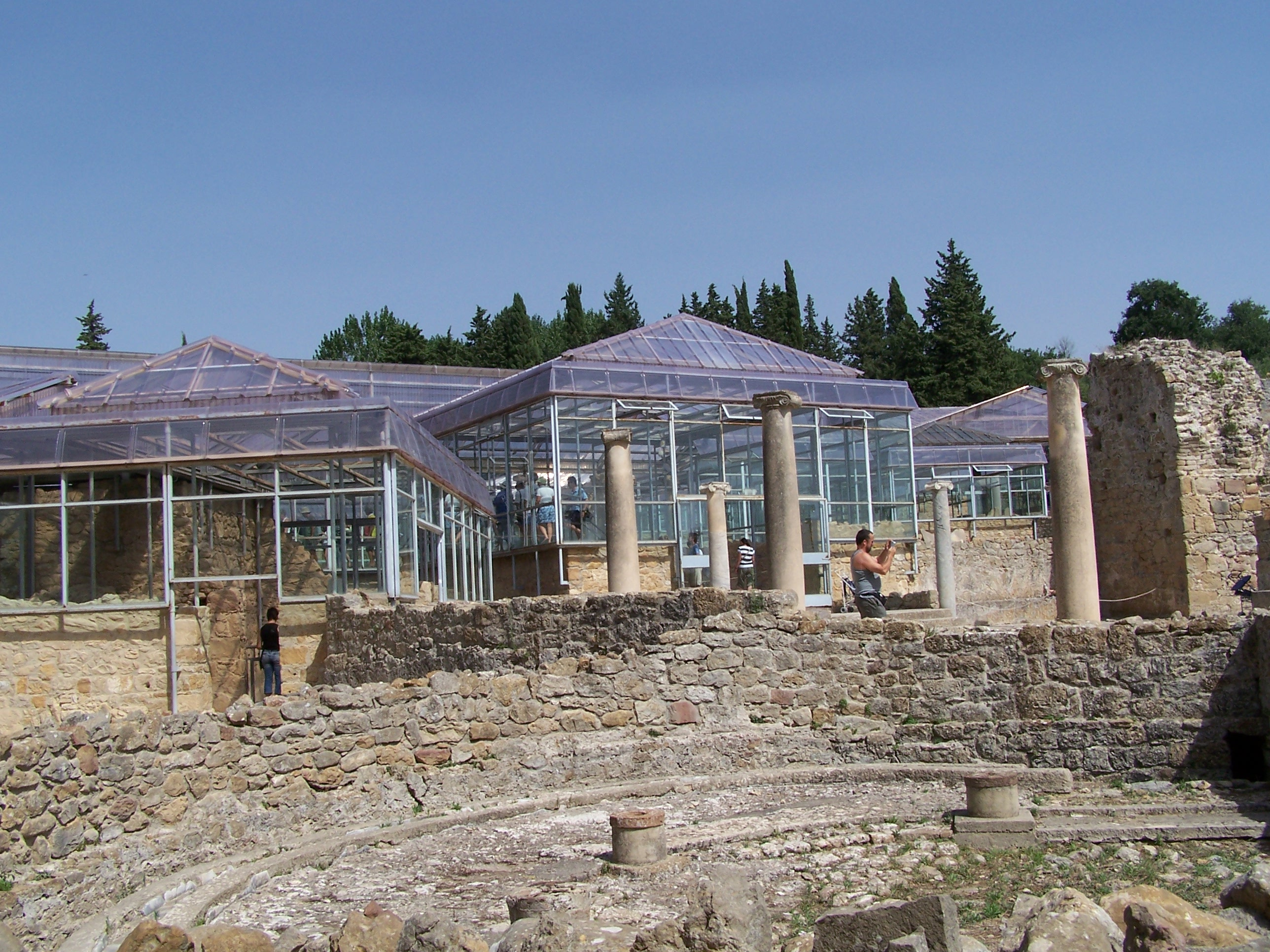
La Villa del Casale a Piazza Armerina con la copertura realizzata su progetto di Franco Minissi nel 1957 per proteggere i mosaici

- restauro e della protezione delle fortificazioni greche di Caposoprano;
- restauro e protezione dei mosaici pavimentali della villa romana del Casale (Villa di Piazza Armerina);
- copertura protettiva del teatro di Eraclea Minoa;
- restauro della chiesa barocca del SS. Salvatore a Palermo;
- restauro e protezione della chiesa normanna di S. Nicolò Regale;
- restauro del complesso della chiesa e del convento di San Nicola ad Agrigento;
- progetto e allestimento del Museo Diocesano di Agrigento;
- restauro dell'Abbazia di Santa Maria a Cerrate, a Squinzano, Lecce (1965-75);
- allestimento Pinacoteca De Nittis nel Palazzo della Marra, Barletta (1969-72);
- nuovo Conservatorio "Tito Schipa", Lecce (1967-70);
- ristrutturazione e allestimento Museo archeologico Sigismondo Castromediano, Lecce;
- per affreschi bizantini della Cripta di Santa Maria degli Angeli, Poggiardo, Lecce (1969-70);
- trasformazione architettonica e allestimento del Museo Nazionale di Villa Giulia, a Roma;
- realizzazione del Museo del Tesoro di San Pietro, a Roma;
- allestimento della Sala dello Stenditoio presso il Complesso monumentale di San Michele a Ripa Grande a Roma;
- allestimento del Museo Civico Archeologico nell'ex Convento medievale di S. Maria della Verità a Viterbo;
- restauro e allestimento del Museo etrusco nel Castello Ruspoli di Cerveteri;
- allestimento del Museo regionale Agostino Pepoli a Trapani;
- allestimento del Museo Archeologico Nazionale di Ancona (1958);
- riallestimento del Museo Archeologico Nazionale di Ancona (1988);
- Museo Nazionale della Zecca presso il Ministero delle Finanze a Roma;
- Museo Archeologico Regionale Paolo Orsi a Siracusa;
- Museo regionale interdisciplinare di Caltanissetta;
- Museo delle barche di Cheofe presso la grande Piramide di Gizah, Cairo;
- scala ellittica nel cortile centrale del Museo Civico di Palazzo della Penna - Centro di Cultura Contemporanea a Perugia.
- Museo archeologico di Santa Maria dei Raccomandati

## Scritti
- Note sul restauro dei monumenti e sull'architettura dei musei, Nardini, Roma 1974.
- Conservazione dei beni storico-artistici e ambientali. Restauro e musealizzazione, De Luca, Roma 1978.
- Ipotesi di impiego di coperture metalliche a protezione di aree archeologiche, in Restauro n. 81, 1985 articolo in pdf
- Perché e come proteggere i siti archeologici, in Restauro n. 90, 1987 articolo in pdf